# グール (クトゥルフ神話)
グール（食屍鬼、屍食鬼、Ghoul）は、創作作品群クトゥルフ神話に登場する架空の生物種。
クトゥルフ神話での初出は、ハワード・フィリップス・ラヴクラフト（以下HPL）が1927年に発表した短編小説『ピックマンのモデル』である。クトゥルフ神話内ではグール物語でワンジャンルをなしている。

## 概要

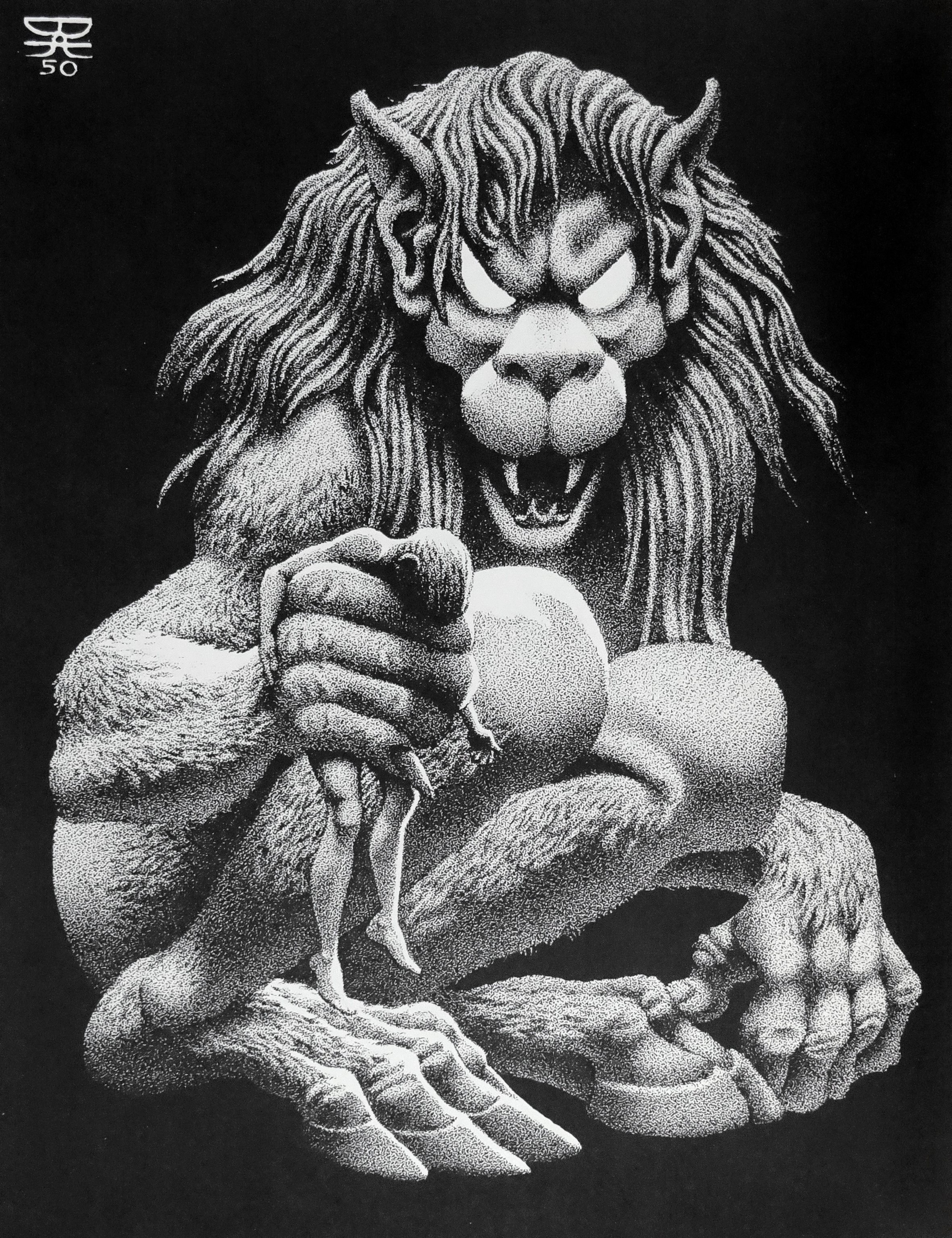
リチャード・アプトン・ピックマンの絵画『食事をする食屍鬼』（ハネス・ボクによる挿絵）

アラビア伝承のグールがモデル。地下に棲息し、墓を荒らして死体を食らう。外見はイヌに形容され、蹄を持つ。
彼らグールは人間社会に寄生して生活する。グールの赤子と人間の赤子が取り替えられることがあり、取り替えられた人間の赤子はグールとして育てられる。グールと生活することによって（または魔術によって）、人間がグールに変容することがある。墓地や都市の地下には、迷宮のような彼らの行動網が存在する。
またグールは目覚めの世界とドリームランドを行き来する手段を持っている。ドリームランドのグールはナイトゴーントと同盟を結んでおり、ときにはナイトゴーントに騎乗して飛行する。反面、ガグ族やガストなどといった種族とは対立する。
リチャード・アプトン・ピックマンやランドルフ・カーターは、人間でありながら、彼らグールと交流し協力関係を築いた。
また、エジプト女王ニトクリスを、HPLは『ファラオとともに幽閉されて』にて「グールの女王」と表現した。
初出作品『ピックマンのモデル』の影響から、地下鉄と関連付けられることが多い。

## 登場作品
- HPL：ピックマンのモデル（1927）、未知なるカダスを夢に求めて（1926）
- クラーク・アシュトン・スミス：名もなき末裔（1932）
- ロバート・ブロック：自滅の魔術（1935）、哄笑する食屍鬼（1936）
- ロバート・B・ジョンソン：遥かな地底で（1939）
- リン・カーター：ナスの谷にて（1975）、窖に通じる階段（1976）、円柱都市にて（198X）
- ブライアン・マクノートン：食屍姫メリフィリア（1990）
- ローレンス・J・コーンフォード：霊廟の落とし子（2001）
- ドナルド・タイスン：ネクロノミコン アルハザードの放浪（2004）
- ケイトリン・R・キアナン：禁じられた愛に私たちは啼き、吠える
- ジェマ・ファイルズ：腸卜（2011）

## グールの人物
リチャード・アプトン・ピックマン
ボストンの画家。リアリティあふれるグールの絵を描いていた。失踪後にグールになり、ドリームランドのグール達のリーダー格となった。
登場作品：『ピックマンのモデル』『未知なるカダスを夢に求めて』
ニトクリス
伝説上のエジプト女王。HPLが「グールの女王」と表現したことで、後にクトゥルフ神話のグールと結び付けられるようになる。
登場作品：『ファラオとともに幽閉されて』『ニトクリスの鏡』
ナグ（ナゴーブ）
すべてのグールたちの父祖。邪神ニョグタを崇拝する。
その他
- 『ナスの谷にて』（カーター）の賢者シュッゴブは、ドリームランドのナスの谷に住まい、魔道士エイボンと面識がある。
- 『窖に通じる階段』（カーター）のハイパーボリアの黒魔術師アヴァルザウントはグールを使役する。
- 『霊廟の落とし子』（コーンフォード）のガダモンは、ハイパーボリアの人物がドリームランドでもうけた子であり、父への恨みからグールと化した。

## グールの神
HPLら初期世代作家たちは食屍鬼の神を設定しなかったが、後続作品では独自に設定しているものがある。
リン・カーターの『陳列室の恐怖』には、邪神ニョグタを崇拝するグールの一族の長ナゴーブへの言及がある。
TRPGでは、ナイアーラトテップと、モルディギアンを、食屍鬼たちの神としている。
またロバート・ブロックの『ブバスティスの子ら』に登場する猫神ブバスティスの物語はグール譚と解釈されることもある。